# Paramathi
Paramathi (o Paramati, Paramatti, Paramathy) è una suddivisione dell'India, classificata come town panchayat, di 10.957 abitanti, situata nel distretto di Namakkal, nello stato federato del Tamil Nadu. In base al numero di abitanti la città rientra nella classe IV (da 10.000 a 19.999 persone).

## Geografia fisica
La città è situata a 11° 10' 0 N e 78° 1' 60 E e ha un'altitudine di 141 m s.l.m..

## Società

### Evoluzione demografica
Al censimento del 2001 la popolazione di Paramathi assommava a 10.957 persone, delle quali 5.473 maschi e 5.484 femmine. I bambini di età inferiore o uguale ai sei anni assommavano a 1.174, dei quali 593 maschi e 581 femmine. Infine, coloro che erano in grado di saper almeno leggere e scrivere erano 7.558, dei quali 4.204 maschi e 3.354 femmine.